# Красилов, Михаил Викторович
Михаил Викторович Красилов (род. 5 марта 1990, Алма-Ата) — казахстанский легкоатлет, специалист по бегу на длинные дистанции и марафону. Выступал за сборную Казахстана по лёгкой атлетике в 2010-х годах, многократный победитель первенств национального значения, действующий рекордсмен страны в полумарафоне, участник летних Олимпийских игр в Рио-де-Жанейро. Мастер спорта Республики Казахстан. Тренер по лёгкой атлетике.

## Биография
Михаил Красилов родился 5 марта 1990 года в Алма-Ате, Казахская ССР.
Впервые заявил о себе на международном уровне в сезоне 2010 года, когда вошёл в состав казахстанской сборной и выступил на чемпионате мира по полумарафону в Наньнине, где с результатом 1:15:11 занял итоговое 66-е место.
В 2011 году установил свои личные рекорды на дистанциях 5000 и 10 000 метров — 14:27.95 и 30:48.92 соответственно. Начиная с этого времени регулярно выигрывал чемпионат Казахстана в данных дисциплинах.
В 2012 году на полумарафоне в Омске установил ныне действующий национальный рекорд Казахстана — 1:04:21. Принимал участие в Амстердамском марафоне — с личным рекордом 2:16:08 занял 18-е место.
Будучи студентом, в 2013 году представлял Казахстан на Всемирной Универсиаде в Казани, где в зачёте полумарафона показал 28-й результат. Также бежал марафон на чемпионате мира в Москве, став на финише 51-м.
На марафоне чемпионата мира 2015 года в Пекине сошёл с дистанции. Стартовал в дисциплинах 5000 и 10 000 метров на Всемирных военных играх в Мунгёне.
В 2016 году удостоился права защищать честь страны на летних Олимпийских играх в Рио-де-Жанейро — в программе марафона показал время 2:26:11, расположившись в итоговом протоколе соревнований на 101-й строке.
В 2017 году бежал полумарафон на Универсиаде в Тайбэе, сошёл с дистанции.
В 2018 году занял 108-е место на чемпионате мира по полумарафону в Валенсии, сошёл с марафонской дистанции на Азиатских играх в Джакарте.
В 2021 году завершил спортивную карьеру и занялся тренерской деятельностью в собственной детской школе бега Young Runner. Работал тренером в беговом клубе I Love Supersport в Алма-Ате.